# Lee White (Schauspieler)
Leroy Robert White (* 28. August 1888 in Wills Point, Texas, USA; † 16. Dezember 1949 in Hollywood, Kalifornien, USA), besser bekannt als Lee „Lasses“ White oder Leroy (manchmal auch Le Roy oder Lee Roy) „Lasses“ White, war ein US-amerikanischer Vaudeville-Pianist, Songwriter und Entertainer, der als Schauspieler auf der Bühne, im Film und im Radio auftrat. Er wurde Anfang des 20. Jahrhunderts durch Minstrel Shows bekannt und schrieb 1912 einen der ersten urheberrechtlich geschützten Zwölftakt-Blues, „Nigger Blues“. Nachdem er einige Zeit beim Radio verbracht hatte, wurde White Ende der 1930er Jahre Schauspieler in Hollywood.

## Biografie
Leroy Robert White wurde am 28. August 1888 in Wills Point, Texas, geboren. Den Spitznamen „Lasses“ erhielt er schon als Kind wegen seiner Vorliebe für Melasse (Zuckersirup, englisch „molasses“). Im Alter von 12 Jahren, nach dem Tod seines Vaters, lebte er mit seiner Mutter und seinen Geschwistern in Dallas und begann ab etwa 1905 in Minstrel Shows und im Vaudeville aufzutreten. 1912 schrieb er einen der ersten Bluessongs, der jemals gedruckt veröffentlicht wurde, The Negro Blues, der als Nigger Blues populär wurde und in jüngerer Zeit als Lasses’ Blues bekannt ist.
1912 gründete er mit seinem Partner Frank Hughes eine Vaudeville-Truppe und schloss sich zwei Jahre später als Sänger und Komiker einer größeren Minstrel Show an, die von George „Honey Boy“ Evans geleitet wurde. Nach Evans’ Tod 1915 übernahm White die Leitung der Truppe, benannte sie in „Lasses White and His Southern Sunflowers“ um. Als „Blackface“-Entertainer trat er auch in mehreren anderen Minstrel Shows auf, insbesondere in Al G. Fields „Greater Minstrels“, während er weiterhin Lieder schrieb. 1920 gründete er „Lasses White’s All Star Minstrels“, eine Gruppe von etwa 50 Künstlern. Mitte der 1920er Jahre war er Teil eines Duos mit Lee David „Honey“ Wilds, dem White den Spitznamen „Honey“ als Gegenstück zu seinem eigenen „Lasses“ gab. Von 1932 bis 1939 traten White und Wilds gemeinsam in der Radioshow Grand Ole Opry auf.
1939 ging White nach Hollywood, um in die Filmindustrie einzusteigen. Seine erste Rolle war die eines Ladenbesitzers in dem Western Rovin’ Tumbleweeds mit Gene Autry. In den frühen 1940er Jahren wurde White ein Sidekick für Tim Holt, später für Jimmy Wakely. In dieser Zeit trat er auch in anderen Filmen auf, darunter in so bemerkenswerten wie dem Biopic Sergeant York von 1941 mit Gary Cooper in der Hauptrolle.
White starb am 16. Dezember 1949 in Hollywood, Kalifornien, an Leukämie.